# Toda mi verdad
Toda mi verdad es el séptimo disco de estudio de la cantante sevillana Pastora Soler y el segundo con la discográfica Warner. Su lanzamiento se llevó a cabo el 5 de mayo de 2007. Cuenta con la producción de Jacobo Calderón. Toda mi verdad es la primera canción compuesta por Pastor Soler, la cual da nombre al álbum. Toda mi verdad alcanzó el disco de oro.

## Listado de canciones
1. "Que va a ser de mí" - 3:53
2. "Tontas canciones de amor" - 3:50
3. "Llora" - 4:10
4. "Quién" - 3:30
5. "Por las mañanitas" - 4:10
6. "Tres mil besos tarde" - 4:11
7. "Dime, dime que me quieres" - 3:40
8. "Por si volvieras" - 4:00
9. "Lo único que sé" - 4:02
10. "Toda mi verdad" - 3:32

## Singles
1. "Quién" (2007)
2. "Lo único que sé" (2007)